# 2000년 월드 인터유니버시티 게임
2000년 월드 인터유니버시티 게임(영어: 2000 World Interuniversity Games, 2nd World Interuniversity Games)은 프랑스 파리에서 개최된 월드 인터유니버시티 게임이다.